# Serianthes nelsonii
Serianthes nelsonii är en ärtväxtart som beskrevs av Elmer Drew Merrill. Serianthes nelsonii ingår i släktet Serianthes och familjen ärtväxter. IUCN kategoriserar arten globalt som akut hotad. Inga underarter finns listade i Catalogue of Life.

## Bildgalleri

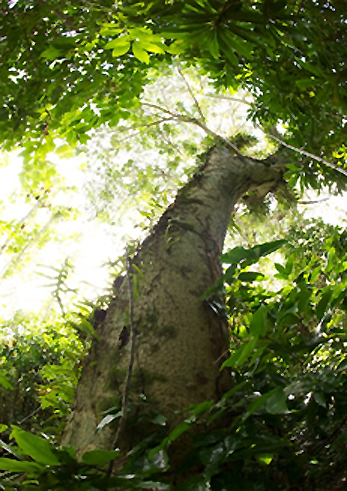